# Roberto Cáceres
Roberto Enrique Cáceres Torrealba (* 25. Mai 1978 in Santiago) ist ein ehemaliger chilenischer Fußballspieler. Der Abwehrspieler spielte bei Vereinen in Chile und Mexiko. Größter Erfolg war der Gewinn der chilenischen Apertura-Meisterschaft 2004.

## Karriere
Roberto Cáceres begann seine Karriere 1996 bei Universidad de Chile, wo er bis 2004 spielte und während dieser Zeit die Meisterschaft der Apertura 2004 gewann. Im Jahr 2000 wurde er an Deportes Concepción verliehen, gefolgt von einer weiteren Leihe im Jahr 2001 zu Deportes Temuco. Zwischen 2005 und 2006 wechselte er nach Mexiko und spielte für Cruz Azul Oaxaca, das sich dann in Cruz Azul Hidalgo umbenannte. Von 2007 bis 2011 stand er bei Lobos de la BUAP unter Vertrag, während er 2007 auf Leihbasis zum CD Palestino und 2008 zum CD O’Higgins wechselte. Im Juli 2012 wurde er als Neuzugang bei O’Higgins erneut vorgestellt, unterschrieb aber nie einen neuen Vertrag mit dem Klub aus Rancagua.
Nach seiner Zeit in Mexiko kehrte Cáceres 2012 nach Chile zurück und spielte für Trasandino. 2013 bis 2014 wechselte er zu Deportes Linares und schloss seine Karriere 2014 bis 2015 bei Deportes Valdivia ab.

## Erfolge
Universidad de Chile
- Chilenischer Meister: 2004-A